# Metaseiulus neoflumenis
Metaseiulus neoflumenis är en spindeldjursart som beskrevs av Moraes och Kreiter 2000. Metaseiulus neoflumenis ingår i släktet Metaseiulus och familjen Phytoseiidae. Inga underarter finns listade i Catalogue of Life.